# Mitologema
Mitologema, de acordo com a definição de Károly Kerényi, significa o elemento mínimo reconhecível de um complexo de material mítico que é continuamente revisto, reformulado e reorganizado, mas que na essência permanece, de fato, a mesma história primordial. essa história primordial é o mitologema. Na polêmica com Bronisław Malinowski, considerado um estudioso sério mas demasiado empírico, e que negava o valor simbólico do mito, Kerényi tentou provar o que existe de universal e fundamental no mito. O mitologema é um modelo arquetípico que, enriquecido com elementos próprios de uma cultura, dá origem ao mito. O abandono de uma criança que sobrevive e se torna grande e é causa de profundas mudanças é um exemplo de  mitologema.
A história de Moisés, de Paris e de Rômulo são mitos advindos desse mitologema. outro exemplo é a imagem primordial do sol, cuja adoração pelos povos primevos deu origem aos mitos de Apolo, Cristo, Lucífer, Osiris e Mitra, todos eles símbolos do Sol e, por extensão, de claridade, clareza e, por conseguinte, de consciência. Os mitologemas seriam então esse material mítico que, de acordo com a teoria de Vladimir Propp, teria dado origem aos contos de fadas, juntamente com as reminiscências folclóricas e históricas. Da mesma forma, também as imagens primordiais de Carl Gustav Jung, com quem Kerenyi colaborou, estão relacionados com o conceito de mitologema. Georges Dumézil, Claude Lévi-Strauss, Gilbert Durand e Roland Barthes fizeram uso do termo.